# Charles Scott Sherrington
Charles Scott Sherrington OM (Islington, 1857. november 27. – Eastbourne, 1952. március 4.) angol orvos, neurofiziológus. 1932-ben Edgar Adriannal közösen elnyerte a fiziológiai és orvosi Nobel-díjat "az idegsejtek funkcióira vonatkozó felfedezéseikért".

## Élete

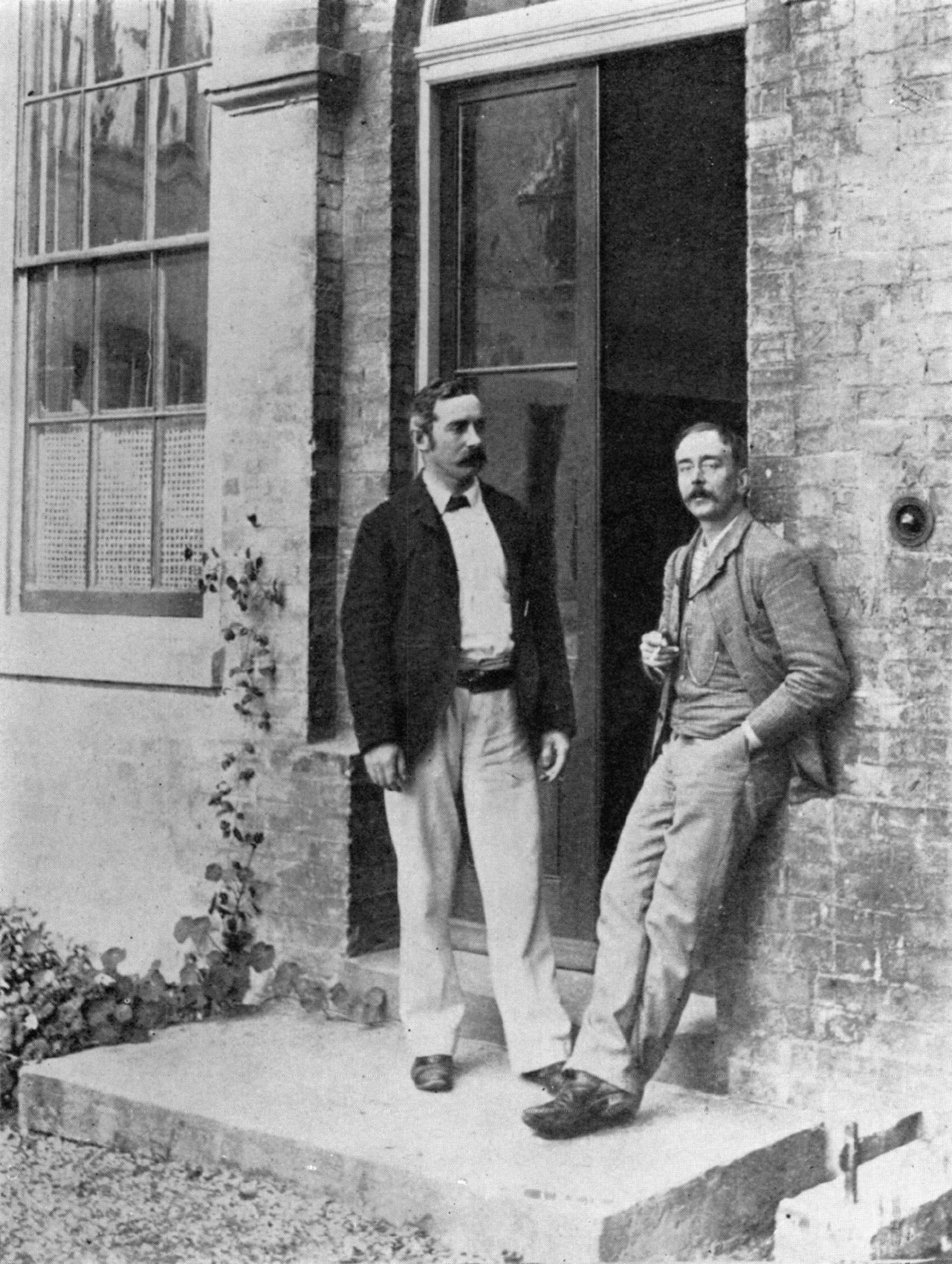
Charles Sherringon (jobbra) és Charles Roy Cambridge-ben 1893-ban

Charles Scott Sherrington 1857. november 27-én született a ma már Londonhoz tartozó Islingtonban. Apja, a Caisterből származó James Norton Sherrington korán meghalt, Charles anyja, Anne Brookes Thurtell pedig férjhez ment az ipswichi Dr. Caleb Rose-hoz, aki klasszika-filológiával és régészettel foglalkozott. Valószínűleg tőle ered Charles egész életén át tartó érdeklődése a művészetek iránt.  

### Tanulmányai
1876-ban a St. Thomas's Hospital-ban kezdte orvosi tanulmányait. 1878-ban sikerrel letette a Királyi Sebészeti Kollégium elsődleges vizsgáit, egy évvel később pedig tagjelöltjévé vált a szervezetnek. 1879-től Cambridge-ben Michael Foster irányítása alatt tanult élettant.
1881-ben Michael Fosterrel együtt részt vett egy londoni orvosi kongresszuson, ahol a strassburgi Friedrich Goltz és a skót David Ferrier között vita tört ki arról, hogy az agyi funkciók köthetők-e az agykéreg egy adott helyéhez. A résztvevők bizottságot alakítottak a probléma eldöntésére és a kísérletek egy részét John Langley, Sherrington egyik tanára magára vállalta. Sherrington segédkezett neki, ő készítette el a kísérleti állatok agyának szövettani analízisét. 1884-ben közös cikket jelentettek meg eredményeikről, Sherrington pedig innentől fogva elköteleződött a neurológia iránt.
1883-ban Cambridge-ben anatómiai, a St. Thomas's Hospital-ban pedig szövettani demonstrátor lett. A következő évben teljes jogú tagjává vált a Királyi Sebészeti Kollégiumnak, 1884-1885-ben pedig Friedrich Goltz laboratóriumában dolgozott Strassburgban. 1885-ben megkapta cambridge-i diplomáját és 1886-ban tagjává vált a Királyi Orvosi Kollégiumnak. 

### Utazásai
1885-ben kolerajárvány tört ki Spanyolországban és egy spanyol orvos azt állította, hogy sikerült vakcinát kifejlesztenie a betegség ellen. Az angol orvosi társulatok háromfős bizottságot küldtek az országba az eset megvizsgálására, melynek tagja volt Sherrington is. 1886-ban Velence mellett újabb kolerás mintákat gyűjtött, majd Berlinbe utazott, hogy Rudolf Virchow segítségével megvizsgálja azokat. Virchow Robert Koch-hoz küldte, hogy hat hét alatt sajátítsa el a megfelelő bakteriológiai technikákat, Sherrington azonban végül egy évig dolgozott együtt Koch-al. 

### Tanári pályája
1887-ben visszatért Londonba, ahol a St. Thomas's Hospitalban élettant adott elő és ugyanekkor a cambridge-i Gonville and Caius College tagjává választották. 1891-ben a londoni Brown Institute for Advanced Physiological and Pathological Research professzorává, majd 1895-ben a Liverpooli Egyetem élettanprofesszorává nevezték ki. Liverpoolban nyolc hónapig nála dolgozott az amerikai Harvey Cushing, akit később gyakran a modern idegsebészet atyjaként emlegettek.
1913-ban meghívták az oxfordi egyetemre az élettan professzorának (1895-ben már egyszer sikertelenül megpályázta az állást), és egészen 1936-os nyugdíjba vonulásáig itt dolgozott. Oxfordban írta meg az 1919-ben megjelent klasszikus tankönyvet, a Mammalian Physiology: a Course of Practical Exercises-t.

## Tudományos tevékenysége
Cambridge-i évei alatt Sherrington érdeklődés a gerincvelő vizsgálata felé fordult. 1891-től kezdve az akkoriban sokat vitatott gerincvelői reflexekkel kezdett foglalkozni és a témában több cikket is közölt. Foglalkozott az izmokat mozgató idegekkel és felfedezte, hogy ezekben az idegszálak egyharmada efferens, a többi pedig motoros.
Liverpoolban visszatért egy korábbi témájához, az antagonista izmok beidegzésének kérdéséhez és kimutatta, hogy működésükben jelentős szerepe van a reflexek gátlásának.
Sherrington vezette be a szinapszis szakkifejezés használatát. Megcáfolta a 19. század végén elterjedt nézeteket, hogy az állatok viselkedése csak egymástól független reflexek összessége és kimutatta az agyfunkciók integrált voltát. Nevéhez fűződik Sherrington törvénye, mely kimondja, hogy egy izom aktiválásánál annak antagonista izma (feszítő-hajlító izompárok) gátlódik. Róla nevezték el a Liddell-Sherrington reflexet és a Schiff-Sherrington reflexet. Munkásságával alapvető módon járult hozzá a modern idegélettan fejlődéséhez. 

## Elismerései

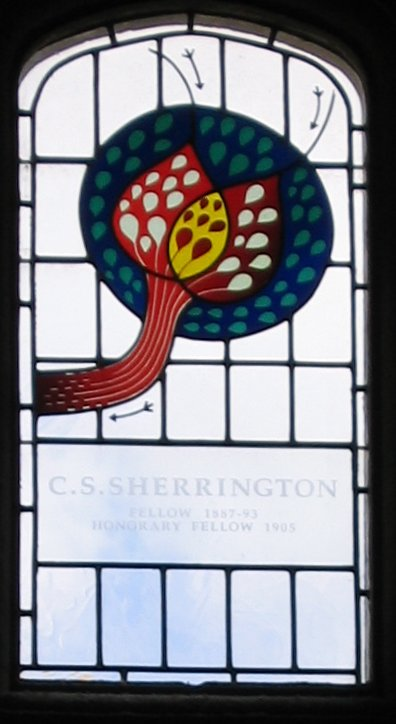
Charles Sherrington emlékét őrző festett üvegablak Cambridge-ben

- 1899 - a Londoni Orvosok Királyi Kollégiumának Baly-aranyérme
- 1905 - a Royal Society Royal-érme
- 1922 - A Brit Birodalom Rendjének lovagi nagykeresztje
- 1924 - Order of Merit
- 1927 - Copley-érem
- 1932 - Fiziológiai és orvostudományi Nobel-díj

Sherrington még 1893-ban tagja lett a Royal Society-nek, 1920 és 1925 között pedig a testület elnöke volt. Összesen 22 európai egyetem, közte a Budapesti Tudományegyetem is díszdoktorává választotta.

## Személyisége és családja
Charles Sherrington a közepesnél alacsonyabb (167 cm) termetű, de erős fizikumú férfi volt, az egyetemen rögbizett és tagja volt az evezőscsapatnak. Az első világháború idején ő elnökölte a gyári dolgozók fáradását vizsgáló bizottságot, és hogy első kézből szerezzen tapasztalatokat, 57 évesen 13 órás műszakokat dolgozott végig egy muníciógyárban. Diákkorától kezdve rövidlátó volt, de gyakran még a munkájához sem hordott szemüveget. 1925-ben kiadott egy verseskötetet The Assaying of Brabantius and other Verse címmel és egyik kritikusa azt írta róla, hogy "Miss Sherrington" remélhetőleg több költeményt is ír még. 1940-ben kiadta filozófiai jellegű könyvét, a Man on His Nature-t a 16. századi francia orvosról, Jean Fernelről.
1892-ben Charles Sherrington feleségül vette Ethel Mary Wright-ot. Egy fiuk született 1897-ben.
1952. március 4-én, 94 évesen hunyt el szívbetegségben, az angliai Eastbourne-ben.

## Külső hivatkozások
- Sir Charles Sherrington - Biographical NobelPrize.org
- Robert E. Burke: Sir Charles Sherrington's The integrative action of the nervous system: a centenary appreciation Brain Volume 130, Issue 4, pp. 887–894. (2007)
- Sir Charles Scott Sherrington Encyclopaedia Britannica
- Charles Sherrington Notable Names Database
- Biography of Sir Charles Scott Sherrington WhoNamedIt